# Vaszilij Ivanovics Alekszejev
Vaszilij Ivanovics Alekszejev (Pokrovo-Siskino, Szovjetunió, 1942. január 7. – München, Németország, 2011. november 25.) olimpiai és világbajnok orosz nemzetiségű szovjet súlyemelő, a sportág történetének meghatározó alakja.

## Pályafutása
A Rjazanyi terület egy kis falujában, Pokrovo-Siskinóban született. 18 évesen kezdett el a súlyemeléssel foglalkozni. 1968-tól egyedül edzett a saját, különlegesen kemény és újszerű módszere szerint.
1970-ben állította fel élete első világrekordját, 1977-ben az utolsót, a nyolcvanadikat. Ezen nyolc év során minden nemzetközi versenyt megnyert a +110 kg-os súlycsoportban. Két olimpiai bajnoki címet szerzett, nyolcszoros világ-, és nyolcszoros Európa-bajnok. Hétszeres szovjet bajnok, emellett tíz különböző szovjet kupát nyert, és két szpartakiádot. A Sports Illustrated 1975-ben a világ legerősebb emberének titulálta. Az 1980. évi nyári olimpiai játékokon, Moszkvában nem sikerült jó eredményt elérnie, ezért a visszavonulás mellett döntött.
1987-ben ő lett a Rjazanyi terület képviselője a Legfelső Tanácsban, később ő vezette az 1992. évi nyári olimpiai játékokon súlyemelésben öt aranyérmet szerző ún. Egyesített Csapat felkészítését.

## Magánélete
Feleségével, Olimpiada Ivanovnával a Rosztovhoz közeli Sahti városában visszavonultan éltek. Két felnőtt fia Szergej és Dmitrij. Alekszejev korábbi nyilatkozatai szerint szabadidejében szívesen olvasta Lenin és Jack London műveit, és hallgatta Tom Jonest, ezenkívül szeretett kertészkedni, főzni, énekelni és biliárdozni.

## Díjai
Alekszejev az alábbi fontos elismerésekben részesült:
- Népek Barátsága Rend (1970)
- A Munka Vörös Zászló Érdemrendje (1972)
- Lenin-rend (1972)
- Az IWF Hírességek Csarnokának tagja (1993)
- A 20. század legjobb sportolója (1999)
- A 20. századi orosz sport legendája (2000)

## Adatok
- Súly (1980): 161,75 kg
- Magasság: 186 cm

## Egyéni csúcsai
Alekszejev pályafutása során ezek voltak a legjobb eredményei a különböző fogásnemek szerint:
- Szakítás: 190 kg (1977. szeptember 1., Podolszk)
- Nyomás: 236,5 kg (1972. április 15., Tallinn)
- Lökés: 256 kg (1977. november 1., Moszkva)
- Összetett (szakítás + nyomás + lökés): 645 kg (1972. április 15., Tallinn)
- Összetett (szakítás + lökés): 445 kg (1977. szeptember 1., Podolszk)